# Goffartjärnen, Härjedalen
Goffartjärnen är en sjö i Bergs kommun i Härjedalen och ingår i Ljungans huvudavrinningsområde.